# Lista conților de Toulouse

Blazonul conţilor de Toulouse

## Conți numiți de către regiifranci
- circa 587: Austrovald
- circa 660: Felix de Aquitania
- 778–790: Torson
- 790–806: Guillaume I
- 806–816: Beggo de Paris
  - 811–818: Raymond Raphinel
- 816–835: Berengar cel Înțelept
- 835–842: Bernard I
- 842–843: Acfred

## Casa deRouergue
- 844–852: Fredelon
  - 844–849: Guilaume al II-lea, în opoziție cu Fredelon
- 852–863: Raymond I
- 863–865: Humfrid
  - 863–865: Sunifred, în opoziție cu Humfrid
- 865–877: Bernard al II-lea
- 877–886: Bernard al III-lea
- 886–918: Eudes
- 918–924: Raymond al II-lea
- 924–950: Raymond Pons
- 950–961: Raymond al III-lea
- 961–972: Hugue
- 972–978: Raymond al IV-lea
- 978–1037: Guillaume al III-lea
- 1037–1061: Pons
- 1061–1094: Guillaume al IV-lea
- 1094–1105: Filipa Maude, ducesă de Aquitania
  - 1094–1098: Raymond de Saint Gilles, conte de Saint Gilles, unchiul pe linie paternă al Filipei Maude; el uzurpă comitatul de Toulouse la moartea lui Guillaume al IV-lea. Pe când Raymond al IV-lea este plecat în Prima cruciadă, Filipa și soțul ei, Guillaume al IX-lea de Aquitania reclamă Toulouse în 1098.

- 1105–1112: Bertrand
- 1112–1148: Alphonse I Iordan
- 1148–1194: Raymond al V-lea
- 1194–1222: Raymond al VI-lea
- 1222–1249: Raymond al VII-lea
- 1249–1271 Ioana

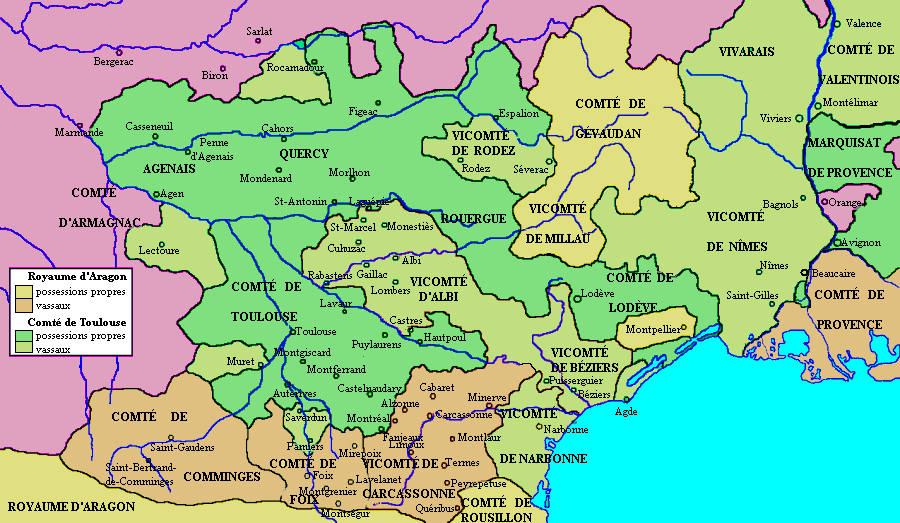
Harta politică a Languedoc în ajunul Cruciadei albigense, sub domnia casei de Toulouse

  - împreună cu soțul ei, Alphonse de Poitou

Din acest moment, Toulouse trece sub coroana regilor Franței, potrivit termenilor fixați prin tratatul de la Paris (sau Tratatul de la Meaux), din 1229.